# Châteaugiron
Châteaugiron (bret. Kastell-Geron) – miejscowość i gmina we Francji, w regionie Bretania, w departamencie Ille-et-Vilaine. W 2013 roku populacja gminy wynosiła 7404 mieszkańców. 
1 stycznia 2017 roku połączono dwie wcześniejsze gminy: Châteaugiron, Ossé oraz Saint-Aubin-du-Pavail. Siedzibą nowej gminy została miejscowość Châteaugiron, a gmina przyjęła jej nazwę. 

## Miasta partnerskie
- Puszczykowo (oficjalnie od 1999 roku)[3]